# Държавно устройство на Саудитска Арабия
Саудитска Арабия е абсолютна монархия.
Държавното устройство на страната се регулира от Основния закон, приет през 1992 г.

## Изпълнителна власт
Кралят е държавен глава и ръководител на правителството.

## Законодателна власт
Страната няма парламент, а Консултативен съвет, състоящ се от 150 члена, назначени от краля за срок от 4 години. Има 12 комисии.

## Съдебна власт
Висшият съдебен съвет се състои от 12 висши юристи. Независимостта на съдебната система е защитена от закона. Кралят има правомощия за помилване в качеството си на най-висш апелативен съд.